# Somit (Album)
Somit ist ein Jazzalbum der Formation Punkt.Vrt.Plastik von Kaja Draksler, Petter Eldh und Christian Lillinger. Die am 5. und 6. September 2020 in den Bewake Studios in Berlin entstandenen Aufnahmen erschienen am 19. März 2021 bei Intakt Records.

## Hintergrund
Nach ihrem selbstbetitelten Debütalbum, das 2018 erschienen war, legte die Band Punkt.Vrt.Plastik, bestehend aus Kaja Draksler (Piano), Petter Eldh (Bass) und Christian Lillinger (Schlagzeug), ihr zweites Album vor. Zur Klangästhetik der Band gehört ungewöhnliche Instrumentierung – Kaja Draksler spielt zwei verschiedene Pianos – und eine Postproduktion, die akustische und manipulierte Klänge verbindet.
„Punkt“ ist schwedisch für Punkt, „Vrt“ ist slowenisch für „Garten“. „Plastik“ ist deutsch; die drei Wörter im Bandnamen stehen für die Nationalitäten der drei Spieler: Der Titel des Albums, Somit, bedeutet „konsequent“.

## Titelliste
- Punkt.Vrt.Plastik: Somit (Intakt CD 353)[3]

1. Helix GA 2:18
2. If Asked 3:23
3. Membran 4:16
4. Natt Raum 2:46
5. Amnion 5:54
6. Morgon Morfin 3:47
7. Fraustadt 4:32
8. Somit 1:23
9. Axon 3:38
10. Enbert Amok 3:52
11. Trboje 4:08
12. Ribosome 3:17
13. Vrvica 2:16

## Rezeption
„Mit Somit führen sie ihr drängendes Ensemblespiel zu neuen Höhen und schaffen mit ungewöhnlicher Instrumentierung [...] und ausgeklügelter Postproduktion eine höchst individuelle Klangästhetik, die in einem trügerischen Puzzle aus akustischen und manipulierten Klängen gipfelt. Punkt.Vrt.Plastik haben einen erstaunlichen Klang und eine einzigartige Vision“, schreibt Alexander Hawkins in den Liner Notes.

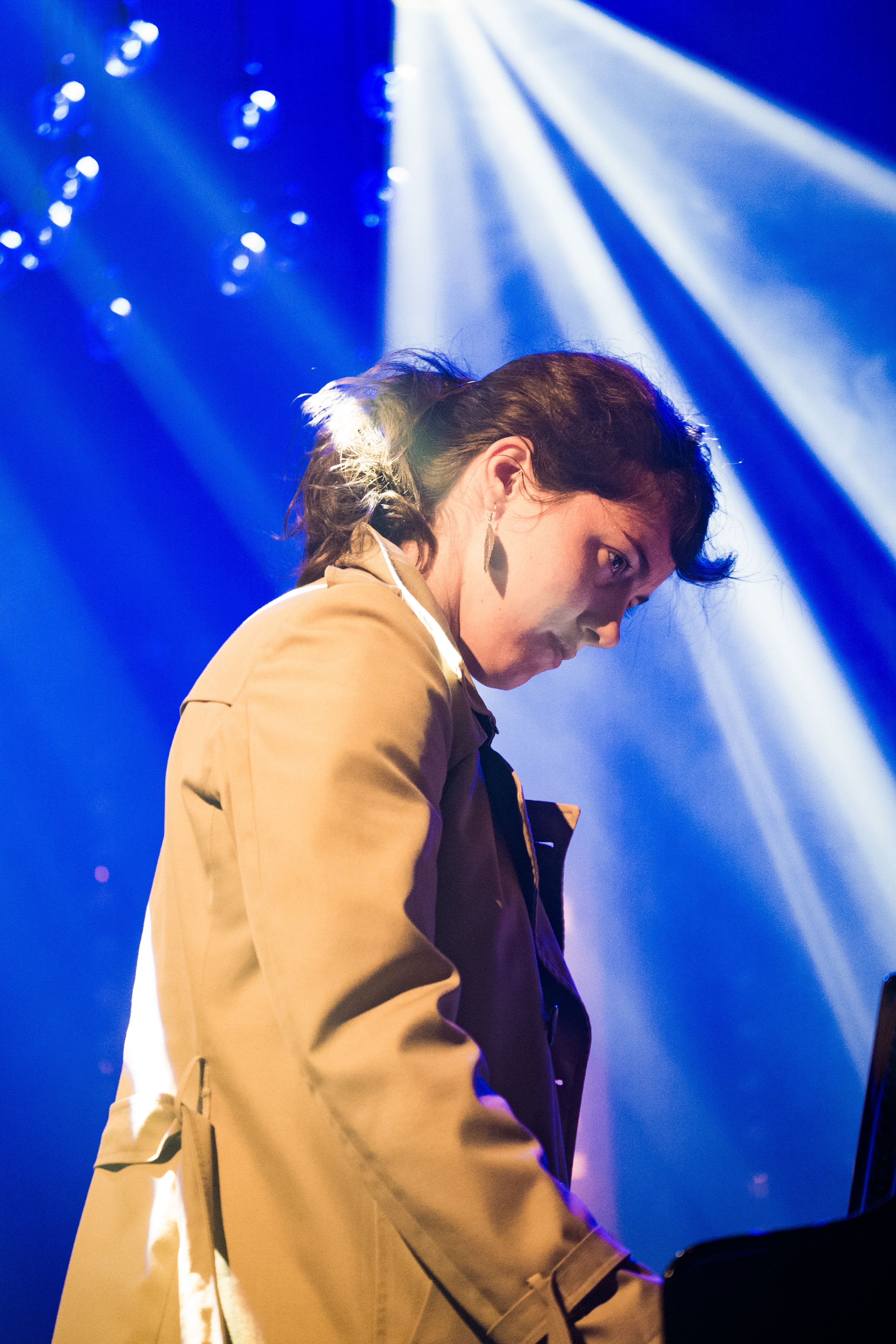
Kaja Draksler beim Moers festival 2016. Foto: Harald Krichel

In Skug – Journal für Musik hieß es, hier gehe es um enges Zusammenspiel, „um viele, viele Töne und um kleine, spannende Strukturen in einem großen Ganzen. Einige der Stücke präsentieren sich als dichte, aber dennoch komplett strukturierte Notencluster.“ Dennoch komme »somit« mit etwas mehr Luft zum Atmen daher als das Vorgängeralbum. Kaja Drakslers Spiel auf zwei verschiedenen Pianinos bringe einen hochinteressanten Sound mit sich; viele Noten seien zwar in einer ähnlichen Tonhöhe, aber mit leicht differierenden Klangeigenschaften würden eine akustische Verwirrung darstellen, die durch subtile, aber effiziente, postproduktiv eingefügte Effekte noch verstärkt werde.
Kurt Gottschalk (Stereophile) schrieb, „Wenn das alles vage suggestiv ist und gleichzeitig faszinierend verwirrend bleibt, dann sind wir auf dem richtigen Weg.“ Punkt.Vrt.Plastik sei zwar ein Klaviertrio, Somit klinge nach Jazz, aber so einfach sei es auch hier nicht, so der Autor. Der Reiz liege in der Art, wie dies klinge. Es sei die Spannung, die durch die beiden nicht perfekt gestimmten Klaviere entstehe, was zwar nicht immer offenkundig sei. Draksler sei immer präsent, vibriere und breche die Töne. Die Tiefe von Lillingers Schlagzeug, vom harten Knacken der Snare bis zu den gedämpften Toms weiter hinten, erzeuge eine weitere Klangillusion. Eldhs Bassspiel sei tief und umfassend; es kreise langsam nach unten. Abrupte und straff ausgeführte Wechsel klängen wie Überarbeitungen, aber die akustische Wärme der Sustains spreche für die Präzision ihres Spiels. Die 13 Stücke des Albums, zwischen zwei und sechs Minuten lang, seien hell, straff und leicht verdaulich. Dies ermögliche ein faszinierendes Hörerlebnis.
Für Michael Rüsenberg gehört dieses Album „zum Besten, was Jazz als Kunstmusik derzeit aufzuweisen in der Lage ist.“ Es gehe nicht um das Ausspielen, sondern um eine reduzierende Haltung. „Kaum denkbar, dass diese drei MusikerInnen abstürzten (und wenn, hätten sie es nicht noch als Tonträger herausgegeben); aber allein den Eindruck zu erzeugen, diese eminente Spannung aufrecht zu erhalten, macht den ungeheuren Reiz, den Status dieses Post FreeJazz aus, eine Flipperkugel, die zwischen den Kontakten Monk, Tristano, Ligeti (und etlichen mehr) hin- und herrast.“